# Езерец (Пирин)
Вижте пояснителната страница за други значения на Езерец.
Езерец е махала на пиринското село Ощава, община Кресна, област Благоевград, България.

## География
Езерец е разположена в западните склонове на Северен Пирин, на 10 km североизточно от Кресна. През селото тече Бела река, ляв приток на Ощавската река. Надморската височина е 750 m. До нея води път от Ощава. Езерец има преходносредиземноморски климат с планинско влияние. Средногодишната валежна сума е 800 mm със зимен максимум и летен минимум. Почвите на Езерец са слабоизлужени и излужени горски, а в по-високите части на селището – кафяви горски. Около Езерец има борови гори и ливади.

## История
Езерец вероятно е манастирско село, като името си дължи на съществувалото край него езеро. Според местни предания на 4,5 km югоизточно е имало манастир – околните местности се казват Калугера, Манастирището, Трапезката, Фурната. В османско време Езерец е чифлик, собственост на турци от Белица. Селяните се занимават с животновъдство, отглеждане на тютюн и лозя и дърводобив.
В 1912 година селото е освободено и след Междусъюзническата война в 1913 година остава в България. В 1926 година е основано основното училище „Отец Паисий“. До 1956 година Езерец е населена местност към село Ощава и в тази година е обявено за самостоятелно село. Селото е електрифицирано. В 1958 година земята в селото е кооперирана към ТКЗС Ощава, от 1970 година – към АПК Сандански, а от 1990 година – към ТКЗС Кресна. Вследствие на масови изселвания през 1958 – 1970 година, основно към Благоевград, Долна Градешница и Дупница, населението намалява драстично. В 1970 година училището на селото е закрито. В 1992 година ТКЗС Кресна е ликвидирано и земята в Езерец е реституирана на собствениците.
С решение на Министерския съвет от 24 октомври 2012 година село Езерец е присъединено обратно към Ощава.
Преброявания
| Година | Жители |
| ------ | ------ |
| 1956   | 310    |
| 1965   | 177    |
| 1975   | 62     |
| 1985   | 22     |
| 1992   | 14     |

## Личности
Родени в Езерец
- Ангел Сребринчев, председател на местния комитет на ВМОРО[4]
- Никола Янев Светецов (1880 – 1987), роден и починал в Езерец, инициатор за откриване на училището в Езерец, деец на ВМОРО, куриер на Яне Сандански, участник в укриването на Мис Стоун, участвал в Балканската и в Първата световна война, пленен в Добруджа прекарва 3 години в Русия, женен за Мария Светецова (1885 – 1988)[5]